# Franz von Kaska

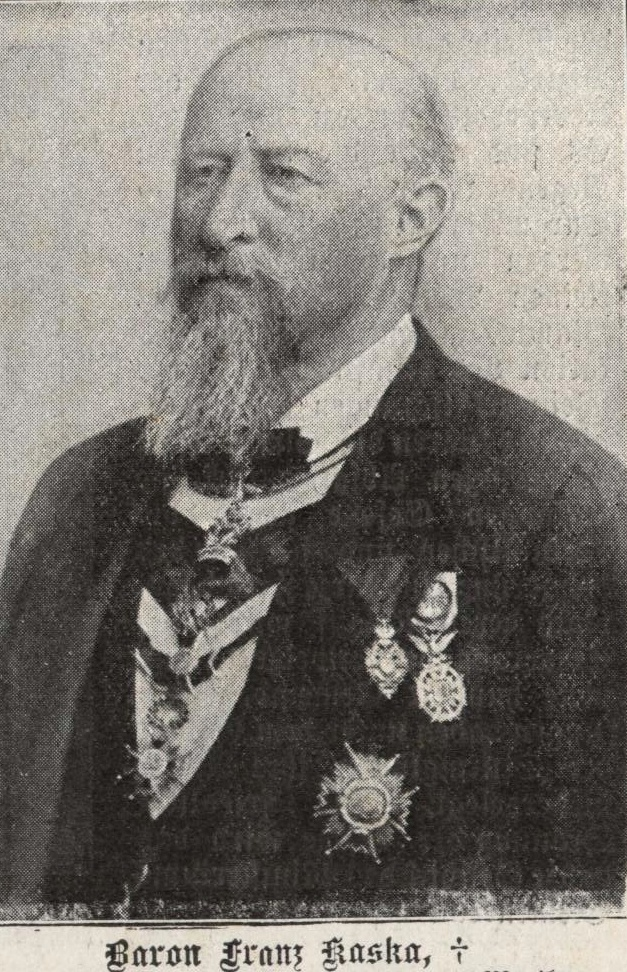
Franz von Kaska; Foto vom Nachruf in der Zeitschrift Stadt Gottes, 1907

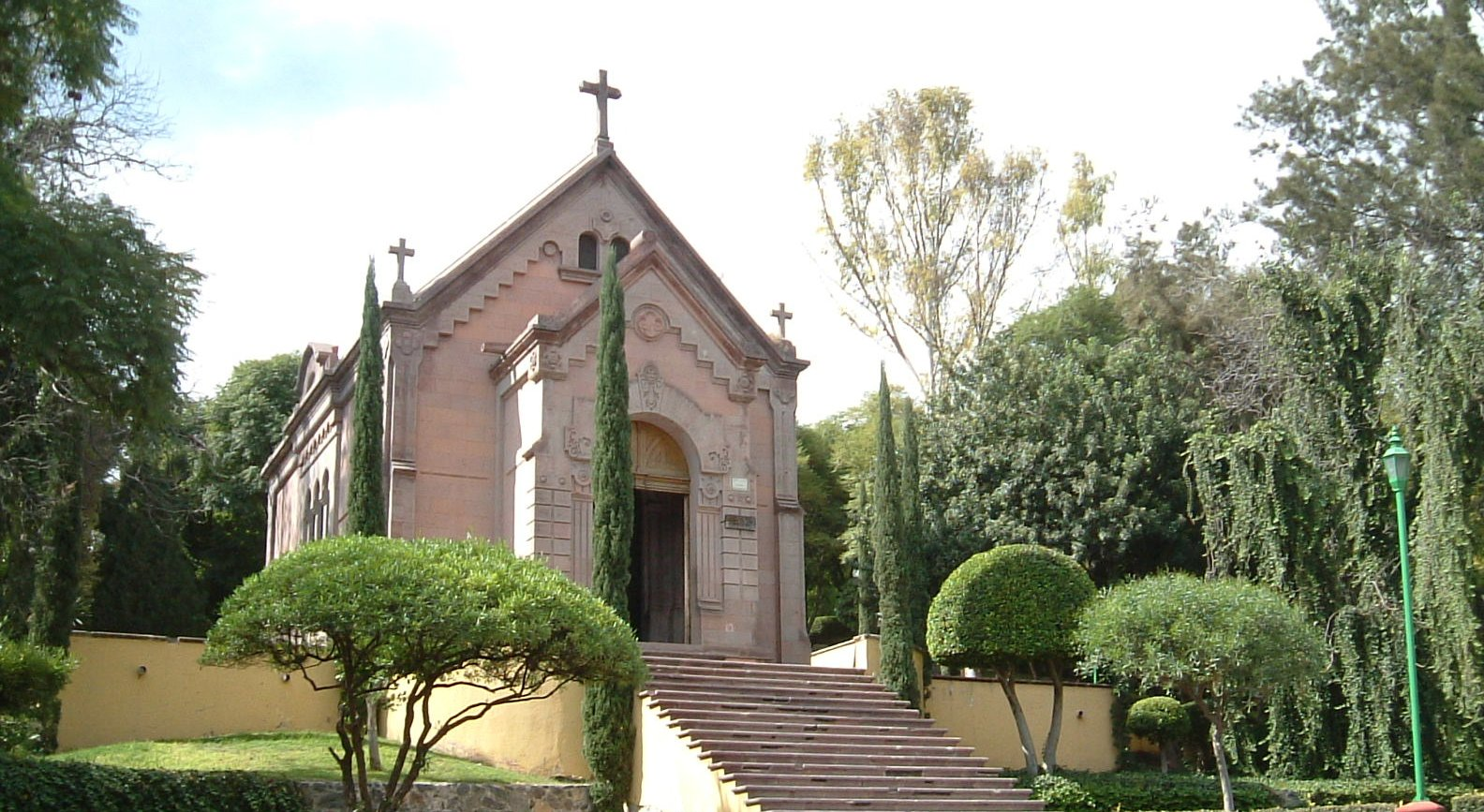
Die von Franz Kaska in Santiago de Querétaro initiierte Capilla de Maximiliano am Todesort Kaiser Maximilians

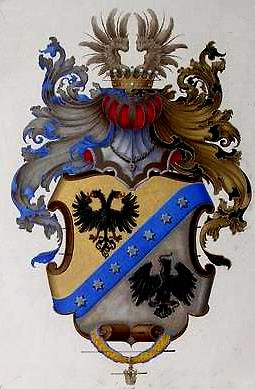
Adelswappen Franz von Kaska, 1901; links oben der österreichische Doppeladler, rechts unten der Mexikanische Adler mit Schlange.

Franz von Kaska (* 12. Februar 1834 in Horažďovice, Böhmen; † 10. Mai 1907 in Mexiko-Stadt) war Leibapotheker und Vertrauter des Kaisers Maximilian von Mexiko; nach dessen Sturz inoffizieller Diplomat Österreichs gegenüber der mexikanischen Regierung und Initiator einer Gedenkkapelle am Erschießungsort des Monarchen in Santiago de Querétaro. 

## Leben
Kaska studierte Pharmazie an der Universität Wien und trat während des Studiums als Offiziersanwärter beim „Niederösterreichischen Infanterie Regiment Nr. 49“ ein. An der Universität erwarb er 1860 den Grad eines Magisters der Pharmazie und wurde 1863 im Fach Chemie promoviert.     
1864 schloss er sich der Freiwilligen-Truppe Kaiser Maximilians von Mexiko an und wurde der verantwortliche Apotheker des Expeditionskorps sowie Leibapotheker des Monarchen. In Hof- und Regierungskreisen des Kaiserreiches war Franz von Kaska beliebt und sehr geschätzt. Er gehörte zu den 43 Männern, die unter Kaiser Maximilian zu Rittern des Guadalupe-Ordens avancierten. Der österreichische Kaiser zeichnete ihn zudem 1866 mit dem Ritterkreuz des Franz-Joseph-Ordens aus. Bis zur Erschießung Kaiser Maximilians, am 19. Juni 1867, gehörte Kaska zu dessen engster Umgebung, blieb dann aufgrund einer Generalamnestie von Präsident Juarez in Mexiko und hielt dem Monarchen über dessen Tod hinaus die Treue.  
Franz von Kaska betrieb in Mexiko-Stadt eine Apotheke mit Drogerie und erwarb sich das Vertrauen der neuen Regierungskreise. Hierbei half ihm besonders seine Freundschaft mit dem späteren Mexikanischen Präsidenten Porfirio Díaz, den er bei dessen Gefangennahme als  republikanischer General, 1865 kennengelernt hatte. Da Österreich und Mexiko nach der Exekutierung Kaiser Maximilians, des Bruders von Kaiser Franz Joseph, lange Jahre keine diplomatischen Beziehungen mehr pflegten, wurde Franz von Kaska nach und nach der inoffizielle Sachwalter der österreichischen Interessen  der Regierung Mexikos gegenüber. 
1889 reiste Franz Kaska nach Österreich um wieder offizielle diplomatische Beziehungen mit Mexiko anzubahnen. Bei dieser Gelegenheit empfing ihn Kaiser Franz Joseph in einer langen Privataudienz, wobei er große Teile der Privatkorrespondenz Kaiser Maximilians erhielt, welche Kaska in Mexiko vor fremdem Zugriff gerettet hatte. Dieser empfing den Orden der Eisernen Krone, 2. Klasse und am 25. Januar 1890 das Kommandeurskreuz des spanischen Ordens Isabella der Katholischen, welches mit dem persönlichen Adelstitel verbunden war. Zusammen mit dem Haus Habsburg gelang es dem Apotheker, in den Jahren 1898 bis 1901, am Todesort von Kaiser Maximilian, auf dem „Cerro de las campanas“ in Santiago de Querétaro, eine Gedenkkapelle zu erbauen. Sein spanischer Adelstitel wurde per Dekret von 1901 auch in Österreich anerkannt und man verlieh Baron von Kaska überdies das Komturkreuz mit Stern, des Franz-Joseph-Ordens. Kaska wählte sich ein Adelswappen, welches den Habsburger Doppeladler und den Mexikanischen Adler miteinander vereinigte.
Der Apotheker war ein begeisterter Forscher und Sammler von mexikanisch-indianischen Altertümern, sowie von Artefakten aus dem Mexikanischen Kaiserreich, die er den Museen in Wien und Prag vermachte. Außerdem erforschte er die indianische Volks- und Heilkunde.
Neben den schon erwähnten Orden trug Baron von Kaska das Kommandeurskreuz des päpstlichen St. Gregorius Ordens, den Verdienstorden vom Heiligen Michael III. Klasse, die Silberstufe der holländischen Medaille für Kunst und Wissenschaft, sowie die Goldmedaille der Weltausstellung von New Orleans, 1884.